# Obersee (Arosa)
Der Obersee ist ein auf 1734 m gelegener Bergsee in Arosa im Schweizer Kanton Graubünden.

## Lage und Beschreibung
Der Obersee ist der grössere und höher gelegene der beiden mitten im Aroser Siedlungsgebiet liegenden Seen. Von diesem Umstand leitet sich auch sein Name ab. Der Schwestersee auf 1691 m ist der Untersee, mit dem er über den Mittelbach direkt verbunden ist. Rund 130 Höhenmeter tiefer in der Talsohle liegt der Stausee Arosa und 400 Meter östlich der Schwarzsee. Der Obersee wurde vor der in der zweiten Hälfte des 19. Jahrhunderts einsetzenden Entwicklung Arosas vom Bergbauerndorf zum Kurort auch als Oberer Chureralpsee bezeichnet. Er steht im Eigentum der Bürgergemeinde Chur.

## Geologie und Entstehung
Wie die meisten anderen der über 20 Aroser Seen und Weiher ist wohl auch der Obersee im Zusammenhang mit dem tieferen Einschneiden der jüngeren Plessur entstanden; die hauptsächlichsten morphologischen Erscheinungen sind eine Reihe von Sackungen und vorhistorischen Bergstürzen. Der geologische Aufbau ist äusserst komplex und kaum entwirrbar. Der Obersee ist ein Stufensee, der auf einem dichtgelagerten Moränenwall das Becken auf der Südseite begrenzt. Bodenformende Naturkräfte und die Ablagerung eines lokalen Gletschers bildeten hier eine typisch glaziale Form. Die Moräne liegt auf der Aroser Schuppenzone, die sich aus Dolomit, Kalkschiefer, Kristallinschuppen und Serpentin zusammensetzt. 

## Geschichte

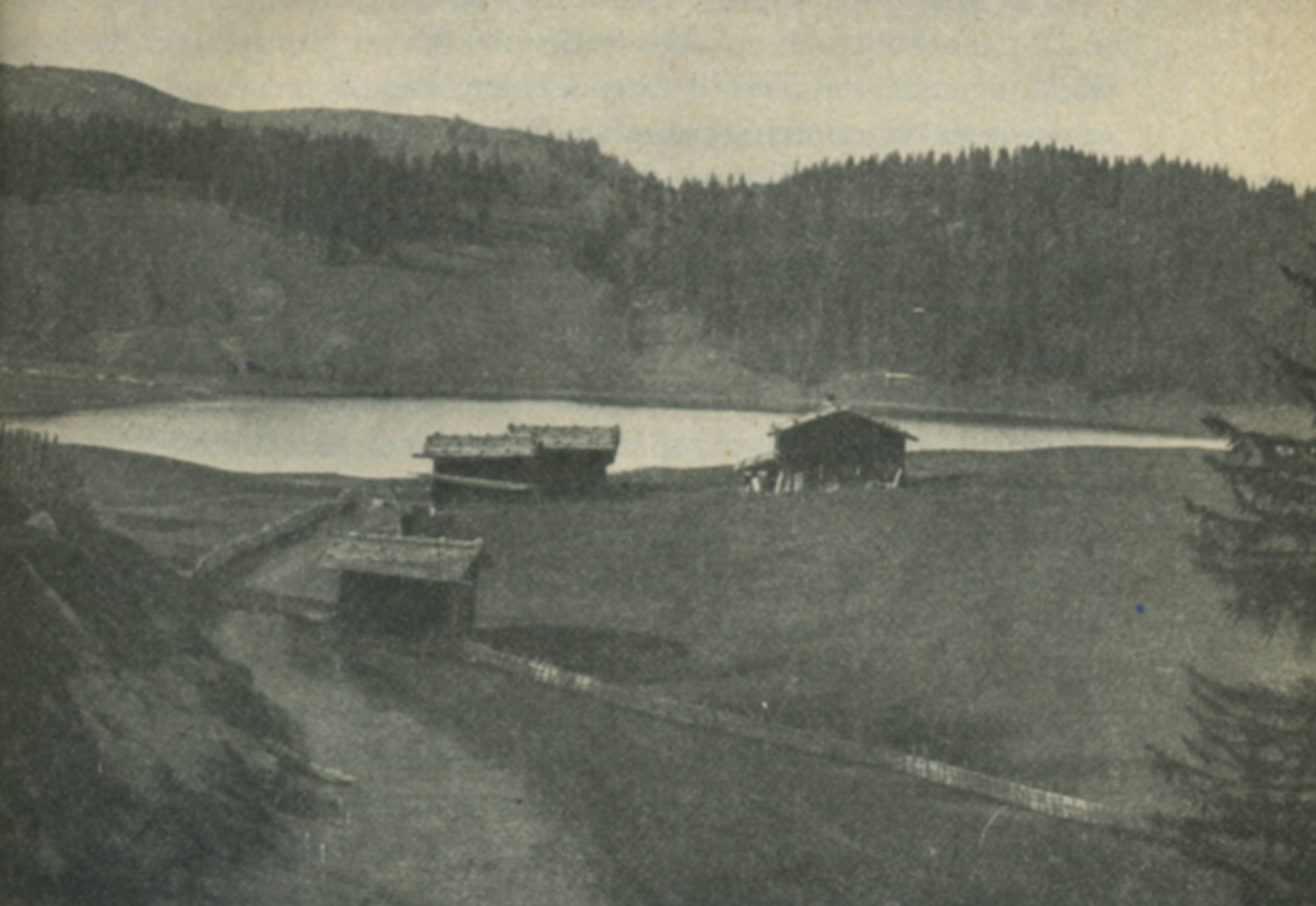
Obersee vor 1880

Um die Zugehörigkeit der Seerechte der beiden Chureralpseen wurde schon in früher Zeit viel geschrieben und prozessiert. Erzherzog Ferdinand von Österreich, der damalige Landesherr der Aroser, erliess bereits 1545 ein Verbotsmandat betreffend das Fischen in den Aroser Seen, da ihm zu Ohren gekommen war, dass sich seine Untertanen vor Ort in übermässiger Weise an den Fischgründen gütlich taten. Die Behörden des Hochgerichtes Davos, zu dem Arosa gehörte, nahmen ohne weiteres an, die Hoheit über die Fischerei in ihrem Gebiet stehe ihnen zu, und deshalb sollten dort auch die Satzungen des Davoser Landbuches gelten. 1657 kaufte sich ein Teil des Zehngerichtenbundes mit Arosa von Österreich los. 21'500 Gulden waren an die Österreicher und 1000 an die bischöfliche Oberhoheit des Bistums Chur zu bezahlen. Die Landschaft Davos schenkte der Aroser Pfrund gleich bei der Befreiung der Zehngerichte von der Fremdherrschaft ihren Anteil an den Hoheitsrechten in Form der Fischereirechte der beiden Seen. Diese Loskaufsummen waren von den Zehngerichten nur schwer aufzubringen, weshalb die Stadt Chur Geld vorstreckte. Da die Rückzahlung nicht nach Wunsch erfolgte, kam am 30. Januar 1669 eine Vereinbarung zustande, nach der die Aroser Seen (Ober- und Untersee) gegen Verrechnung von 800 Gulden an Chur übergingen.

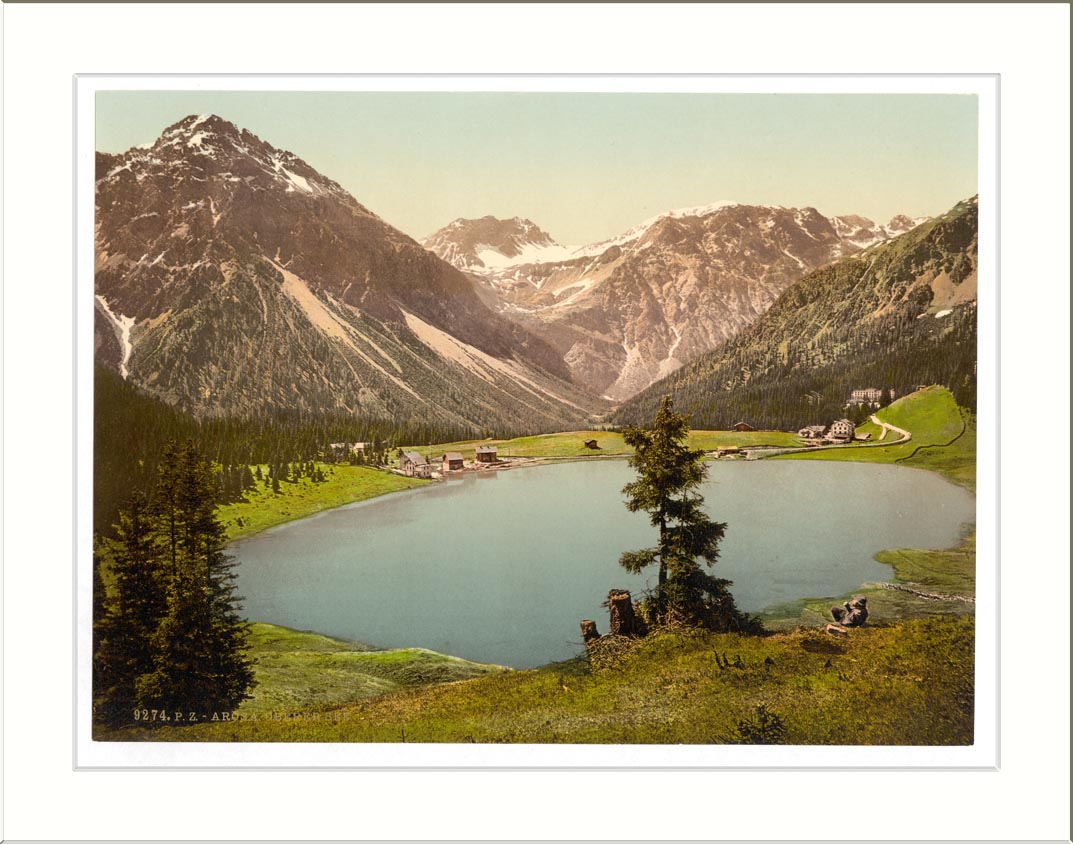
Obersee zu Beginn der Entwicklung Arosas zum Kurort (um 1900)

## Ökologie

### Flora
Bis zum Ende des 19. Jahrhunderts war der Obersee ein vollständig naturbelassenes Gewässer. Die Umgebung wurde nur landwirtschaftlich genutzt, hauptsächlich als Weideland für das Braunvieh. So war etwa der obere Teil des Mittelbaches beim Auslauf des Sees mit Johannis- und Himbeersträuchern umsäumt. Die sumpfige Seerandzone – im Volksmund "Schilfquartier" genannt – besass einen Reichtum an alpinen Pflanzen. Seitdem wurde die Natur durch die Bebauung gewisser Uferteile, etwa den Oberseeplatz, den Bahnhof sowie die Oberseepromenade stark beeinflusst. So sind etwa Erika, Moor- und Heidelbeeren sowie der Enzian in diesem Bereich ausgestorben. Dennoch sind einige naturnahe Bereiche erhalten geblieben, sodass heute noch ein guter Bestand an Orchis und Kuckucksnelke vorhanden ist.

### Fauna
Ober- und Untersee waren seit jeher die ergiebigsten Fischgründe in weitem Umkreis. Ende des 19. Jahrhunderts bis 1928 wurden die Seen an Privatpersonen verpachtet, die auf dem Obersee teilweise eine eigene Fischzucht betrieben. Von Stehrudern aus wurden mit Netzen etwa Schleien gefischt. Bis etwa 1910 war der Fischotter am Obersee heimisch. 1938 wurden in grosser Anzahl Amerikanische Bach- und Europäische Seesaiblinge sowie Regenbogenforellen eingesetzt. Weiter ist die Elritze im Obersee heimisch. Anfang der 1970er-Jahre präsentierte sich am Südufer während Jahren als Kuriosität ein prächtiger Goldfisch. Sobald das Schilf im Frühling eisfrei wird, stellen sich die Rabenkrähen zum Froschfang ein. Erbeutet werden insbesondere Teichfrösche – ursprünglich eine Kreuzung zwischen dem Seefrosch und dem Kleinen Wasserfrosch, die ebenfalls in grosser Zahl das Ufer des Sees bevölkern. Weitere am Obersee heimische Amphibien sind verschiedene Kröten und Molche.

### Vögel

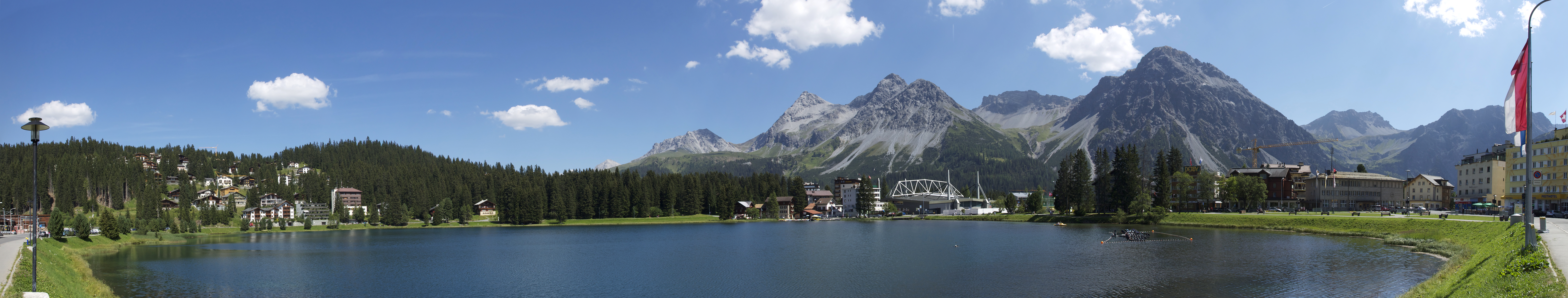
180°-Panorama vom Obersee

Zahlreiche Wasser- und Riedvögel, wie Tauchenten und die meisten europäischen Schwimmenten, schalten am Obersee immer wieder Rast ein, sei es als Durchzügler oder als Irrgäste. Um 1885 wurden Stock-, Knack- und Spiessenten in grosser Zahl beobachtet, weniger häufig auch das Blesshuhn, der Kiebitz, Lach- und Sturmmöwen. Allerdings ist einzig die Stockente Standvogel geworden. Zwergsteissfüssler ("Zwergtaucherli") schwimmen und tauchen bis in den November hinein im Obersee. Weiter lassen sich bisweilen Mauersegler, Mehlschwalben und die Langohrige Fledermaus blicken. 

## Freizeit, Tourismus, Sport
Von überragender Bedeutung für den Ferien- und Sportort Arosa ist heutzutage vor allem die Funktion des Obersees als Erholungs- und Sportgebiet. Daneben wird mit seinem Wasser die Kunsteisbahn im Sport- und Kongresszentrum betrieben. Ab 1957 befasste man sich mit der Installation eines Springbrunnens in der strömungsarmen Seenische beim Posthotel. 1966 konnte dieser in Betrieb genommen werden. Verschiedene Bemühungen, den See von der Bürgergemeinde Chur zurückzukaufen, waren erfolglos. Noch heute bezahlt deshalb Arosa Tourismus der Eigentümerin jährlich einen Betrag von mehreren Tausend Franken für Seepacht und Gebühren. 

### Winter

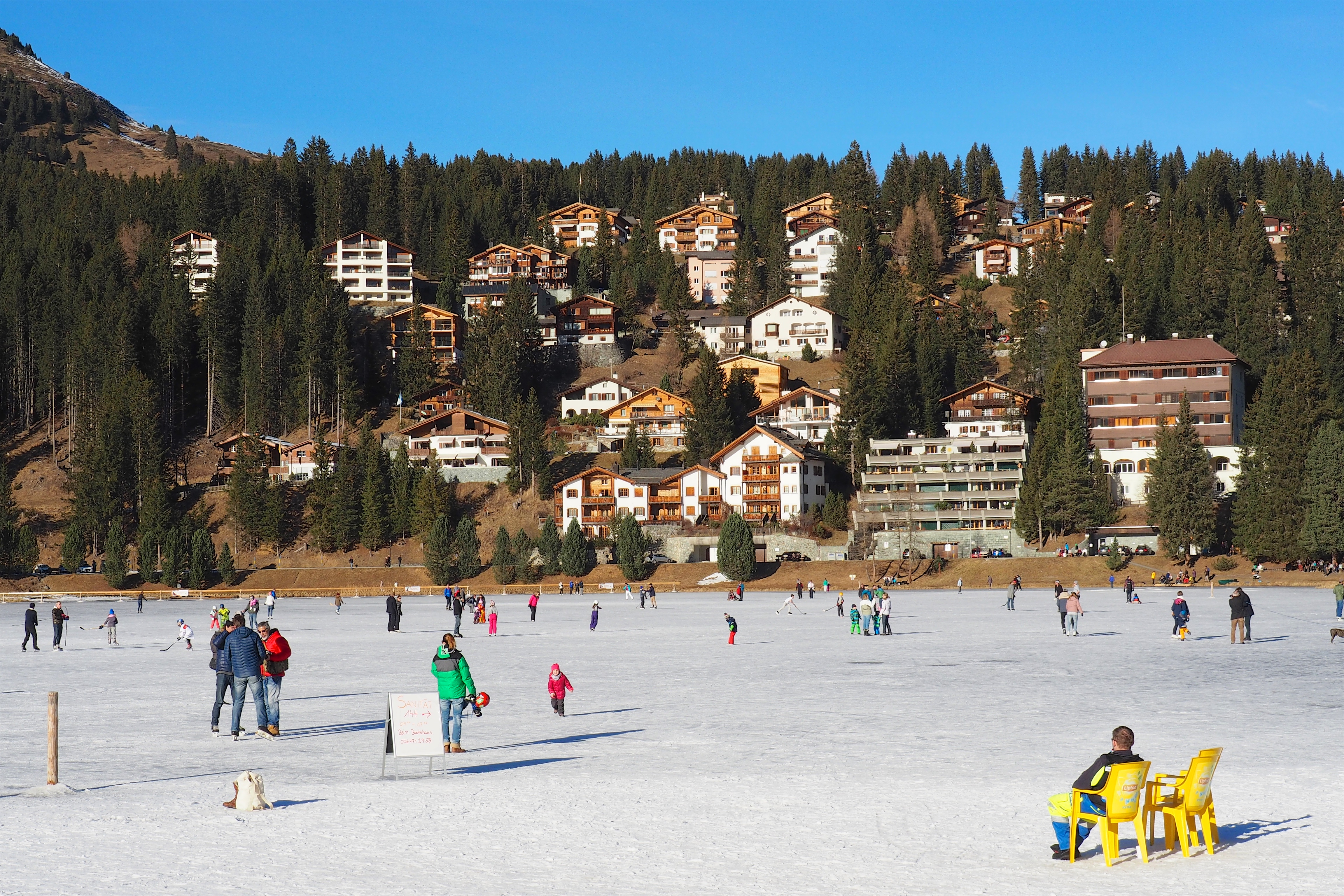
Eislauf auf dem Obersee im Dezember 2015

Ab 1891 pachtete der Kurverein Arosa (heute: Arosa Tourismus) beide Seen von der Bürgergemeinde Chur und richtete im Winter auf dem Obersee eine 8000 m² grosse Eisbahn ein. Hierfür mussten rund 3500 m³ Schnee vom Eis entfernt werden. Weiter wurde auf dem See Curling, Bandy und Eishockey gespielt. Man schnitt zudem grosse Eisblöcke aus dem See, die für den Bau der Bobbahn Arosa-Litzirüti verwendet oder als Kühlmaterial an die lokalen Hotels, Pensionen und Sanatorien sowie an auswärtige Brauereien geliefert wurden. Seit 1911 finden auf dem Obersee regelmässig die Pferderennen Arosa auf Schnee und Eis statt, eine Besonderheit, die neben Arosa europaweit nur in St. Moritz veranstaltet wird. Weiter wurden beziehungsweise werden im Winter Windhundrennen, Golfturniere und Autorennen durchgeführt. Daneben dient die Eisfläche als Startgebiet für Heissluftballonbewerbe, Laufveranstaltungen sowie Landegebiet für Gleitschirmflieger, Fallschirmspringer, Deltasegler und Hubschrauber. Zwischen 1911 und 1913 befand sich auf dem Obersee der Auslauf der Tomelischanze. Von 1933 bis 1936 nutzte man den Obersee im Winter als Flugplatz Arosa, von dem aus der Kurverein mit eigenem Flugzeug Post-, Rund- und Linienflüge nach Davos, St. Moritz, Lenzerheide, St. Gallen und Zürich durchführte. In der eventfreien Zeit dient der Obersee zudem als Langlaufloipe und Spazierweg.
Zur Durchführung von Winterveranstaltungen erteilte der Kanton Graubünden der Gemeinde Arosa Anfang 2014 für die Dauer von 10 Jahren eine allgemeine Bewilligung. Für Anlässe ausserhalb der allgemeinen Nutzungsordnung oder mit erheblicher Auswirkung auf die Umwelt, wie beispielsweise Fahrsicherheitstrainings, muss ein sogenanntes BAB-Gesuch samt Umweltbericht eingereicht werden.
Im schneearmen Dezember 2015 war es zum ersten Mal seit 1988 möglich, praktisch auf der ganzen Fläche des Obersees eine öffentliche Eislaufbahn einzurichten. Bei dieser Gelegenheit trainierten am 28. Dezember aktuelle Spieler und Legenden des EHC Arosa im Rahmen des EHC-Arosa-Tags gemeinsam auf dem See, und am 30. Dezember fand abends auf der Natureisfläche eine Eisdisco statt.
Auch im Frühwinter 2016 begünstigten die meteorologischen Verhältnisse die Bildung von Schwarzeis, sodass der Obersee am 14. Dezember 2016 wiederum für eine entsprechende Nutzung freigegeben wurde.

### Sommer

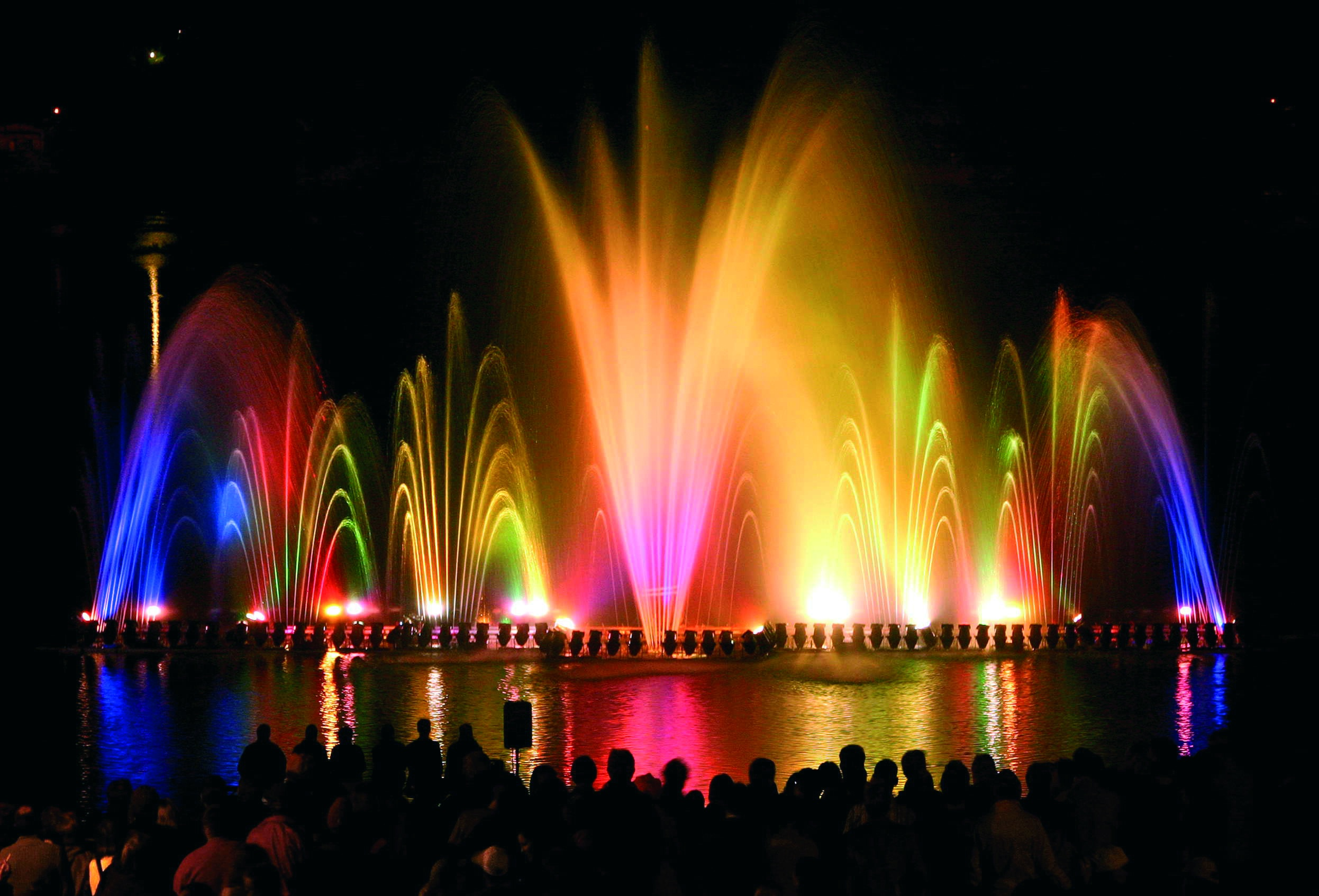
Das Wasserspiel am Obersee

Im Sommer dient(e) der See zum Fischen, Baden, Rudern, Segelboot- und Tretbootfahren. Auch zum Tauchen eignet sich der See, die vorgängige Erlaubnis von Arosa Tourismus vorausgesetzt. Der Kurverein Arosa erneuerte 1895 die Seepacht und beschloss, sowohl am Ober- wie am Untersee je ein Badehäuschen zu erstellen. Man stellte die Hütten auf einen Rost in den See, baute eine Brücke in diesen hinaus, bis man sprungtiefes Wasser erreicht hatte. Damit war es möglich, ein Sprungbrett anzubringen. Im Obersee badeten die Damen, am Untersee die Herren. Aufgrund des deutlich wärmeren Wassers im Untersee wurde der Obersee nach dem Bau der neuen Badeanstalt Untersee 1920 kaum mehr zum Schwimmen benutzt. Vom ehemaligen Badehüttli im Obersee finden sich heute noch beim Alters- und Pflegeheim Surlej Reste im See. Die seit 1947 jährlich im August stattfindende traditionsreiche Arosa Sportstafette spielt sich hauptsächlich im und um den Obersee herum ab, ebenso das Feuerwerk anlässlich des Schweizer Bundesfeiertages am 1. August. Beim Aroser Triathlon fand die Schwimmstrecke im Obersee statt. Auto- und Radrennen, wie etwa das internationale Bergrennen Arosa ClassicCar, die Tour de Sol, das Eintagesrennen Chur-Arosa oder die Tour de Suisse haben/hatten ihren Zielbereich jeweils auf der Oberseepromenade. Diese diente auch als Startgelände etwa für den internationalen Berglauf/Halbmarathon Arosa-Weisshorn. Beim Springbrunnen in der südwestlichen Ecke des Sees befindet sich seit einigen Jahren ein fest installiertes multimediales Wasserspiel, das an bestimmten Abenden dem Publikum vorgeführt wird.